# Zadnia Rosocha
Zadnia Rosocha (1271 m) – szczyt w grzbiecie wznoszącym się pomiędzy Doliną Lejową i Doliną Chochołowską w polskich Tatrach Zachodnich. Od znajdującego się wyżej Wierchu Kuca (1305 m) oddziela go przełęcz Lejowe Siodło (ok. 1245 m), od położonej niżej Skrajnej Rosochy (1262 m) przełęcz Rosochowate Siodło (ok. 1250 m). Wschodnie stoki Zadniej Rosochy opadają do Doliny Lejowej. W północno-zachodnim kierunku od jej wierzchołka odchodzi grzęda. Po południowej stronie tej grzędy znajduje się Wielka Sucha Dolina (odnoga Doliny Chochołowskiej), po północnej Rosochowaty Żleb opadający do Wielkiej Suchej Doliny.
Skrajna Rosocha jest całkowicie zalesiona. Jest własnością Wspólnoty Leśnej Uprawnionych Ośmiu Wsi. W dolnej części jej stoków w Dolinie Lejowej znajduje się polana Jaworzyna Lejowa.

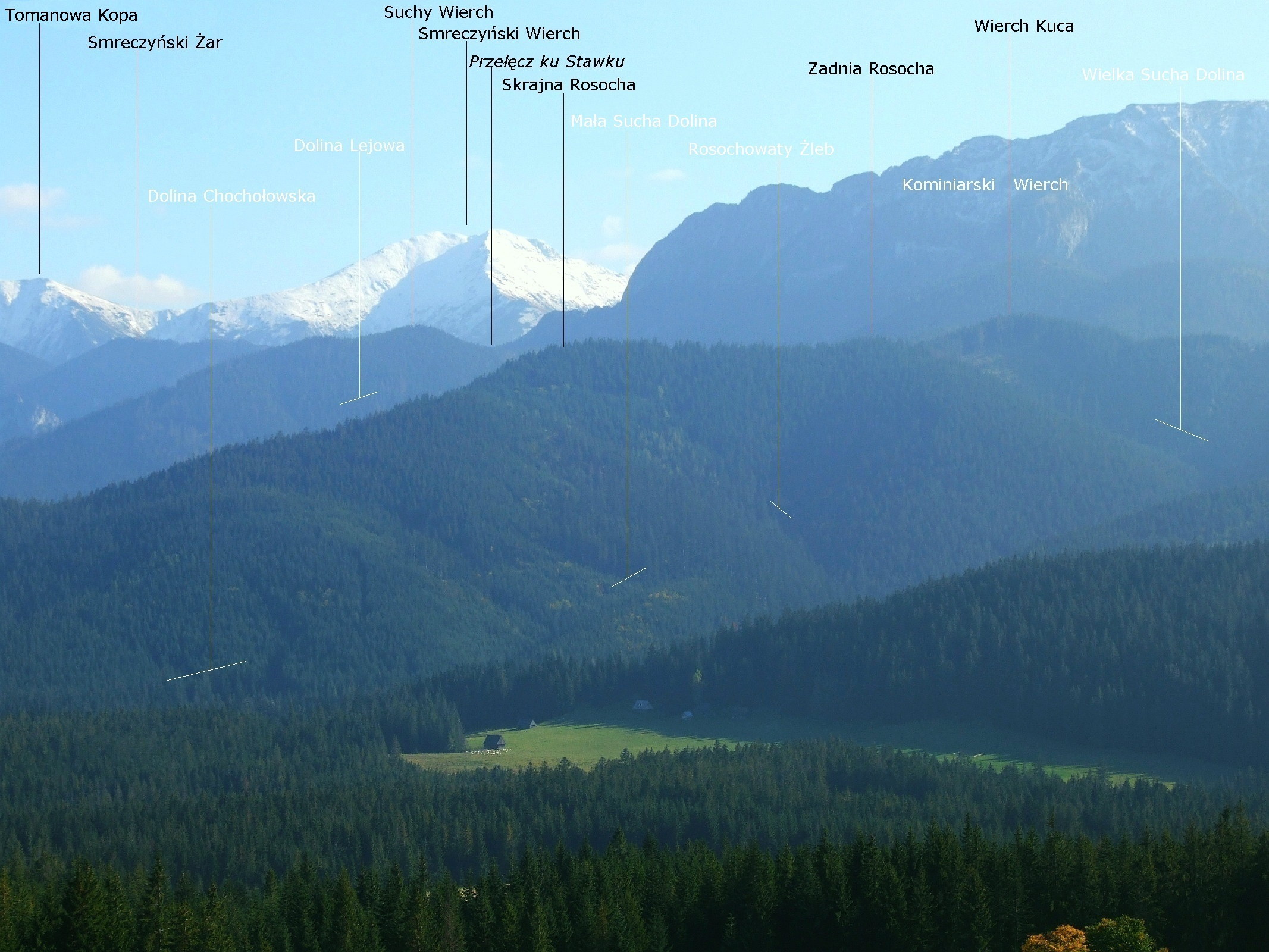
Widok z polany Koszarzyska